# Bob Berridge
Pour les articles homonymes, voir Berridge.
Pas d'image ? Cliquez ici
Bob Berridge, né le 13 septembre 1959 à Middlesbrough, est un pilote automobile britannique. Il a participé à cinq reprises aux 24 Heures du Mans.

## Biographie
Bob Berridge parvient en sport automobile en 1985 avec la Formule Ford où il est sacré champion dès sa première saison ainsi qu’en 1986. Il s'engage ensuite en Formule 3, et participe notamment au championnat de Grande-Bretagne de Formule 3, où il n'engrange aucun point.
Sa carrière bifurque alors vers le championnat britannique des voitures de tourisme de 1990 à 1993 ; il ne participe pas à la saison 1992. Il ne marque aucun point si ce n'est pour le challenge des privés lors de sa dernière saison.
Il s'engage par la suite dans le championnat du monde de Formule 1 historique. Gagnant deux courses en 1996, il est sacré champion lors des trois saisons suivantes au volant d'une RAM 01 en 1997 puis d'une Williams FW08 lors des deux titres suivants.
Après ces titres, Berridge s'oriente vers l'endurance automobile avec un engagement en championnat FIA des voitures de sport pour la saison 2001. Il persévère dans le championnat lors des saisons 2002 et 2003 au sein de sa propre écurie, le Bob Berridge Racing, et réussit à obtenir un podium. En 2002, il participe aux essais préliminaires des 24 Heures du Mans.
L'année 2004 sera plus riche en termes d'engagements car non seulement il pilote en American Le Mans Series ainsi qu'en Le Mans Endurance Series, mais il connaît de plus sa première participation aux 24 Heures du Mans. Il couvre ainsi 300 tours et se classe 21e au général, avec une 8e place au sein de la catégorie GT. Il y participera durant les quatre années suivantes en LMP2 sur une Lola B05/40 en 2005 puis sur une Lola B06/10 les trois dernières fois. Son meilleur résultat est une 20e place au général correspondant à une 7e place de catégorie obtenues lors de l'édition 2007 ; il connaît également deux abandons en 2005 et 2008.
Durant ces années, il renouvelle ses engagements en Le Mans Series jusqu'à la saison 2007. Ainsi, il obtient une victoire de catégorie à l'occasion des 1 000 kilomètres de Spa 2005 et une quatrième place au général aux 1 000 kilomètres d'Istanbul 2006. Il participe également aux 500 kilomètres de Donington 2004 FIA GT où il abandonne.
Après une année 2009 blanche, il participe en 2010 à la Le Mans Legend race, course qu'il gagnera en 2012. Entre-temps, il poursuit ses engagements dans les courses historiques avec plusieurs saisons dans le Group C Racing Championship. Il y participe de 2011 à 2016, et est sacré champion dès sa première saison avant de terminer trois fois second au classement général. Il fait également une apparition ponctuelle en 2012 dans le British GT Championship (en).
En 2017, il s'engage dans la coupe britannique LMP3.

## Palmarès
- Championnat du monde de Formule 1 historique : champion en 1997, 1998 et 1999 ;
- Group C Racing Championship : champion en 2011[4].

## Résultats

### Résultats aux 24 Heures du Mans
| Année | Équipe                         | Équipiers                    | Voiture          | Classe | Tours | Pos. | Class Pos. |
| ----- | ------------------------------ | ---------------------------- | ---------------- | ------ | ----- | ---- | ---------- |
| 2004  | Chamberlain Synergy Motorsport | Michael Caine Chris Stockton | TVR Tuscan T400R | GT     | 300   | 21e  | 8e         |
| 2005  | Chamberlain Synergy Motorsport | Gareth Evans Peter Owen      | Lola B05/40-AER  | LMP2   | 30    | Abd  | Abd        |
| 2006  | Chamberlain Synergy Motorsport | Gareth Evans Peter Owen      | Lola B06/10-AER  | LMP1   | 267   | Nc.  | Nc.        |
| 2007  | Chamberlain Synergy Motorsport | Gareth Evans Peter Owen      | Lola B06/10-AER  | LMP1   | 310   | 20e  | 7e         |
| 2008  | Chamberlain Synergy Motorsport | Gareth Evans Amanda Stretton | Lola B06/10-AER  | LMP1   | 87    | Abd  | Abd        |